# Вінді-Маут 7
Вінді-Маут 7 (англ. Windy Mouth 7) — індіанська резервація в Канаді, у провінції Британська Колумбія, у межах регіонального округу Карібу.

## Населення
За даними перепису 2016 року, індіанська резервація нараховувала 5 осіб. Середня густина населення становила 193,8 осіб/км².

## Клімат
Середня річна температура становить 4,7°C, середня максимальна – 20,3°C, а середня мінімальна – -14,7°C. Середня річна кількість опадів – 435 мм.
| Клімат поселення                              | Клімат поселення | Клімат поселення | Клімат поселення | Клімат поселення | Клімат поселення | Клімат поселення | Клімат поселення | Клімат поселення | Клімат поселення | Клімат поселення | Клімат поселення | Клімат поселення | Клімат поселення |
| Показник                                      | Січ.             | Лют.             | Бер.             | Квіт.            | Трав.            | Черв.            | Лип.             | Серп.            | Вер.             | Жовт.            | Лист.            | Груд.            |                  |
| Середній максимум, °C                         | −1,1             | 2,92             | 7,15             | 12,18            | 16,60            | 20,25            | 19,72            | 19,51            | 14,67            | 9,06             | 2,11             | −2,96            |                  |
| Середня температура, °C                       | −7,91            | −3,9             | 0,35             | 5,36             | 9,79             | 13,42            | 15,98            | 15,78            | 10,94            | 5,33             | −1,62            | −6,68            |                  |
| Середній мінімум, °C                          | −14,73           | −10,72           | −6,46            | −1,45            | 2,98             | 6,63             | 12,25            | 12,04            | 7,20             | 1,60             | −5,34            | −10,41           |                  |
| Норма опадів, мм                              | 34               | 18               | 17               | 24               | 39               | 59               | 55               | 46               | 34               | 32               | 38               | 39               |                  |
| Середньомісячна швидкість вітру, м/с          | 2.20             | 2.30             | 2.50             | 2.70             | 2.50             | 2.30             | 2.10             | 1.98             | 2.00             | 2.30             | 2.40             | 2.30             |                  |
| Середньомісячна сонячна радіація, кДж/м²·день | 3037             | 6083             | 10902            | 15815            | 19418            | 21077            | 21502            | 18263            | 12601            | 6950             | 3356             | 2381             |                  |
| --------------------------------------------- | ---------------- | ---------------- | ---------------- | ---------------- | ---------------- | ---------------- | ---------------- | ---------------- | ---------------- | ---------------- | ---------------- | ---------------- | ---------------- |
| Джерело:                                      |                  |                  |                  |                  |                  |                  |                  |                  |                  |                  |                  |                  |                  |